# Steg
Pour les homonymes, voir Steg (homonymie)

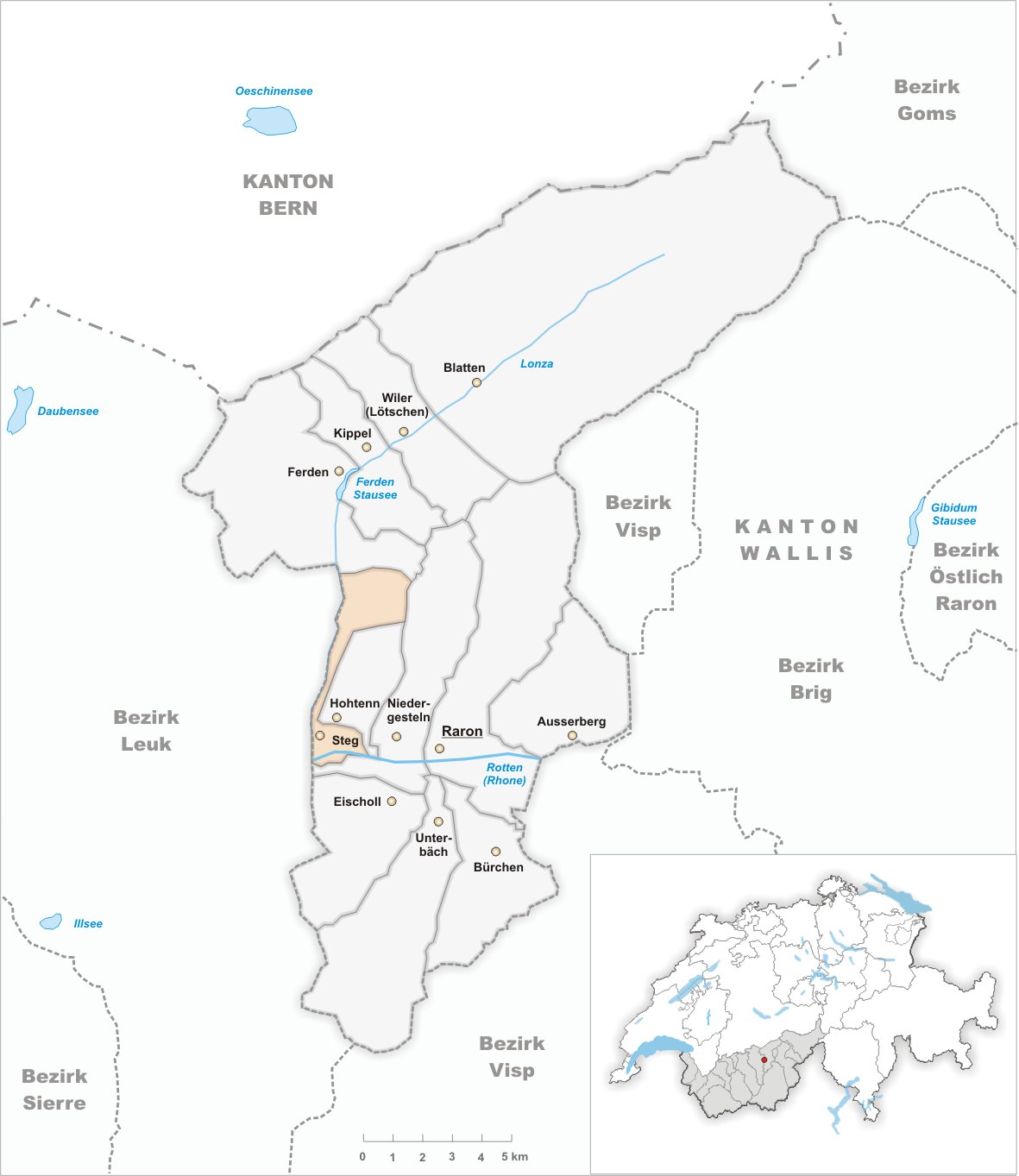
Localisation.

Steg est un village du canton du Valais en Suisse.

## Histoire
Commune autonome jusqu'au 1er janvier 2008, les habitants ont accepté à 85 % le 16 décembre 2007 la fusion avec la commune d'Hohtenn pour former celle de Steg-Hohtenn. La population au 1er janvier 2007 était de 1 305 habitants.